# Marconnelle
Marconnelle és un municipi francès situat al departament del Pas de Calais i a la regió dels Alts de França. L'any 2007 tenia 1.249 habitants.

## Demografia

### Població
El 2007 la població de fet de Marconnelle era de 1.249 persones. Hi havia 490 famílies de les quals 138 eren unipersonals (67 homes vivint sols i 71 dones vivint soles), 159 parelles sense fills, 151 parelles amb fills i 42 famílies monoparentals amb fills.
La població ha evolucionat segons el següent gràfic:
Habitants censats

### Habitatges
El 2007 hi havia 543 habitatges, 508 eren l'habitatge principal de la família, 8 eren segones residències i 28 estaven desocupats. 522 eren cases i 18 eren apartaments. Dels 508 habitatges principals, 346 estaven ocupats pels seus propietaris, 157 estaven llogats i ocupats pels llogaters i 4 estaven cedits a títol gratuït; 1 tenia una cambra, 12 en tenien dues, 50 en tenien tres, 155 en tenien quatre i 290 en tenien cinc o més. 424 habitatges disposaven pel capbaix d'una plaça de pàrquing. A 290 habitatges hi havia un automòbil i a 153 n'hi havia dos o més.

### Piràmide de població
La piràmide de població per edats i sexe el 2009 era:
| Homes | Edats   | Dones |
| ----- | ------- | ----- |
| 0     | 95 o +  | 4     |
| 4     | 90 a 94 | 0     |
| 4     | 85 a 89 | 4     |
| 16    | 80 a 84 | 24    |
| 4     | 75 a 79 | 12    |
| 12    | 70 a 74 | 28    |
| 56    | 65 a 69 | 40    |
| 40    | 60 a 64 | 32    |
| 20    | 55 a 59 | 40    |
| 56    | 50 a 54 | 52    |
| 56    | 45 a 49 | 56    |
| 36    | 40 a 44 | 44    |
| 56    | 35 a 39 | 36    |
| 28    | 30 a 34 | 52    |
| 72    | 25 a 29 | 36    |
| 36    | 20 a 24 | 52    |
| 40    | 15 a 19 | 28    |
| 40    | 10 a 14 | 44    |
| 64    | 5 a 9   | 20    |
| 52    | 0 a 4   | 20    |

## Economia
El 2007 la població en edat de treballar era de 760 persones, 480 eren actives i 280 eren inactives. De les 480 persones actives 408 estaven ocupades (230 homes i 178 dones) i 71 estaven aturades (30 homes i 41 dones). De les 280 persones inactives 105 estaven jubilades, 61 estaven estudiant i 114 estaven classificades com a «altres inactius».

### Ingressos
El 2009 a Marconnelle hi havia 480 unitats fiscals que integraven 1.203 persones, la mediana anual d'ingressos fiscals per persona era de 14.370 €.

### Activitats econòmiques
Dels 43 establiments que hi havia el 2007, 2 eren d'empreses alimentàries, 3 d'empreses de fabricació d'altres productes industrials, 4 d'empreses de construcció, 18 d'empreses de comerç i reparació d'automòbils, 2 d'empreses de transport, 1 d'una empresa d'hostatgeria i restauració, 1 d'una empresa financera, 3 d'empreses immobiliàries, 3 d'empreses de serveis, 3 d'entitats de l'administració pública i 3 d'empreses classificades com a «altres activitats de serveis».
Dels 11 establiments de servei als particulars que hi havia el 2009, 4 eren tallers de reparació d'automòbils i de material agrícola, 1 paleta, 1 guixaire pintor, 1 fusteria, 1 lampisteria, 1 electricista, 1 perruqueria i 1 restaurant.
Dels 6 establiments comercials que hi havia el 2009, 2 eren supermercats, 1 una botiga de més de 120 m², 1 una fleca, 1 una botiga d'equipament de la llar i 1 una joieria.
L'any 2000 a Marconnelle hi havia 9 explotacions agrícoles que ocupaven un total de 522 hectàrees.

## Equipaments sanitaris i escolars
L'únic equipament sanitari que hi havia el 2009 era una farmàcia.
El 2009 hi havia 1 escola maternal integrada dins d'un grup escolar amb les comunes properes formant una escola dispersa i 1 escola elemental integrada dins d'un grup escolar amb les comunes properes formant una escola dispersa.

## Poblacions properes
El següent diagrama mostra les poblacions més properes.